# 8097 Yamanishi
8097 Yamanishi eller 1993 RE är en asteroid i huvudbältet som upptäcktes den 12 september 1993 av de båda japanska astronomerna Kazuro Watanabe och Kin Endate vid Kitami-observatoriet. Den är uppkallad efter astronomen Masahiro Yamanishi.
Asteroiden har en diameter på ungefär 6 kilometer och den tillhör asteroidgruppen Nysa.